# Heterandria
Heterandria is een geslacht van straalvinnige vissen uit de familie van levendbarende tandkarpers (Poeciliidae). Het geslacht is voor het eerst wetenschappelijk beschreven in 1853 door Agassiz.

## Soorten
- Heterandria anzuetoi Rosen & Bailey, 1979
- Heterandria attenuata Rosen & Bailey, 1979
- Heterandria bimaculata (Heckel, 1848)
- Heterandria cataractae Rosen, 1979
- Heterandria dirempta Rosen, 1979
- Heterandria formosa Girard, 1859
- Heterandria jonesii (Günther, 1874)
- Heterandria litoperas Rosen & Bailey, 1979
- Heterandria tuxtlaensis McEachran & Dewitt, 2008